# 舍利塔 (桂林)
25°16′12″N 110°17′15″E / 25.27000°N 110.28750°E
舍利塔位于中国广西壮族自治区桂林市象山区万寿巷，是一座明代覆钵式塔，1963年公布为广西壮族自治区文物保护单位。
舍利塔始建于唐朝显庆二年（657年），为原开元寺佛塔，原为七级砖塔，明初倒塌。洪武十八年（1385年）重建为过街式的喇嘛砖塔。塔身白色，抗日战争期间为防空涂成灰色，后重新涂以白色。塔通高13.22米，有方形基台，边长7米，四面有券门，互相贯通。正南门上端有凸刻“舍利宝塔”字样，其余以汉文、梵文塑“南无阿弥陀佛”字样，并有八大金刚名号，东面为赤声、火神，南面为净水、持炎，西面为紫贤、随求，北面为除灾、辟毒。南面有嵌口，用于放置舍利，内有明清盛舍利的陶罐十余件。塔刹为伞盖形，五重相轮，顶部有宝珠形钢质刹顶，并有铭文60字，款为“洪武十八年十月初七日题”。基座为八角形须弥座，每面均有佛龛。1972年修整内壁，发现墨书《金刚经》全文。原有《舍利函记》碑，已经不存。塔前原有褚遂良所书《金刚经》碑，碑文于清乾隆年间为临桂县典史严成坦所铲去。
- 北面
- 南面
- 底座内部穹顶
- 墨书金刚经